# 舞蹈 (布格罗)
《舞蹈》（法語：La Danse）是法国画家威廉·阿道夫·布格罗创作于1856年的一幅油画。现藏于巴黎的奥赛博物馆。